# قطعنامه ۹۱۱ شورای امنیت
قطعنامه  ۹۱۱ شورای امنیت سازمان ملل متحد که در تاریخ ۲۱ آوریل ۱۹۹۴ تصویب شد، سندی بین‌المللی دربارهٔ وضعیت در لیبریا است. این قطعنامه طی نشست ۳۳۶۶ام با ۱۵ رای موافق، ۰ مخالف و ۰ ممتنع تصویب شد.